# Annales Geophysicae
Annales Geophysicae is een internationaal, aan collegiale toetsing onderworpen open access wetenschappelijk tijdschrift op het gebied van de astronomie.
Het eerste nummer verscheen in 1996.